# NGC 2450
NGC 2450 في الفهرس العام الجديد، هي مجرة، تقع في كوكبة التوأمان. اكتشفت في 26 فبراير 1878 بواسطة إدوارد ستيفان.

## روابط خارجية
- NGC 2450 على موقع ويكي سكاي: DSS2, SDSS, GALEX, IRAS, Hydrogen α, X-Ray, Astrophoto, Sky Map, Articles and images